# Playoffs de l'NBA del 2009

## Aspectes més destacats
- L'All-Star Game se celebrà en el The Arena in Oakland, Califòrnia. L'Oest guanyà 137-126 i Tim Duncan i Shaquille O'Neal compartiren el MVP del partit.
- Lakers i Clippers jugaren ambdós en el Staples Center. Els Lakers guanyaren 19 partits consecutius (del 4 de febrer al 13 de març), la tercera millor ratxa de la història de l'NBA.
- Denver Nuggets jugà en el Ball Arena.
- Indiana Pacers disputà el seu primer partit en el Conseco Fieldhouse i arribaren a les Finals de l'NBA per primera vegada en su història.
- Atlanta Hawks estrenà el seu nou pavelló, el Philips Arena.
- Miami Heat començà la temporada jugant els seus partits en el Miami Arena. El gener, es traslladaren al nou AmericanAirlines Arena.
- Toronto Raptors jugà el seu primera temporada regular completa en el Air Canada Centre.
- Durant el séptimo partit de les Finals de la Conferència Oest entre Portland Trail Blazers i Los Angeles Lakers, els primers portaven una diferència de 15 punts a falta de 10:28 per al final del partit. En el darrer quart, els Blazers fallaren 13 llançaments consecutius, i els Lakers varen remuntar i guanyar el partit per 89-84.
- Dos jugadors moriren en un accident de trànsit. El 12 de gener moria Bobby Phills de Charlotte Hornets, mentre que el 20 de maig va ser Malik Sealy de Minnesota Timberwolves, quan tornava a casa després d'assistir a la festa d'aniversari de Kevin Garnett, company d'equip.

Els Playoffs de l'NBA del 2009 formen la seixanta-tresena edició dels Playoffs de l'NBA. Fa servir el mateix format que es fa des d'uns anys. Els equips classificats són els següents:
- Conferència Est
  - Cleveland Cavaliers, amb 66 victòries assolí la millor puntuació de la Divisió Central, de la Conferència Est i de tota l'NBA
  - Boston Celtics, amb 62 victòries assolí la millor puntuació de la Divisió Atlàntica
  - Orlando Magic, amb 59 victòries assolí la millor puntuació de la Divisió Sud-est
  - Atlanta Hawks, amb 47 victòries
  - Miami Heat, amb 43 victòries
  - Philadelphia 76ers, amb 41 victòries
  - Chicago Bulls, amb 41 victòries
  - Detroit Pistons, amb 39 victòries
- Conferència Oest
  - Los Angeles Lakers, amb 65 victòries assolí la millor puntuació de la Divisió Pacífic i de la Conferència Oest
  - Denver Nuggets, amb 54 victòries assolí la millor puntuació de la Divisió Nord-oest
  - San Antonio Spurs, amb 54 victòries assolí la millor puntuació de la Divisió Sud-oest
  - Portland Trail Blazers, amb 54 victòries
  - Houston Rockets, amb 53 victòries
  - New Orleans Hornets, amb 50 victòries
  - Dallas Mavericks, amb 49 victòries
  - Utah Jazz, amb 48 victòries

## Taula de resultats
|  | Vuitens de final | Vuitens de final |           |   | Quarts de final | Quarts de final |  |  | Semifinals | Semifinals |  |  | Final | Final |
|  |                  |                  |           |   |                 |                 |  |  |            |            |  |  |       |       |
|  |                  |                  |           |   |                 |                 |  |  |            |            |  |  |       |       |
|  |                  |                  |           |   |                 |                 |  |  |            |            |  |  |       |       |
|  | Cleveland        | 4                |           |   |                 |                 |  |  |            |            |  |  |       |       |
|  | Cleveland        | 4                |           |   |                 |                 |  |  |            |            |  |  |       |       |
|  | Detroit          | 0                |           |   |                 |                 |  |  |            |            |  |  |       |       |
|  | Detroit          | 0                | Cleveland | 4 |                 |                 |  |  |            |            |  |  |       |       |
|  |                  |                  | Cleveland | 4 |                 |                 |  |  |            |            |  |  |       |       |
|  |                  | Atlanta          | 0         |   |                 |                 |  |  |            |            |  |  |       |       |
|  | Atlanta          | Atlanta          | 0         | 4 |                 |                 |  |  |            |            |  |  |       |       |
|  | Atlanta          |                  |           | 4 |                 |                 |  |  |            |            |  |  |       |       |
|  | Miami            | 3                |           |   |                 |                 |  |  |            |            |  |  |       |       |
|  | Miami            | 3                | Cleveland | 2 |                 |                 |  |  |            |            |  |  |       |       |
|  | Conferència Est  |                  | Cleveland | 2 |                 |                 |  |  |            |            |  |  |       |       |
|  |                  | Orlando          | 4         |   |                 |                 |  |  |            |            |  |  |       |       |
|  | Orlando          | Orlando          | 4         | 4 |                 |                 |  |  |            |            |  |  |       |       |
|  | Orlando          |                  |           | 4 |                 |                 |  |  |            |            |  |  |       |       |
|  | Philadelphia     | 2                |           |   |                 |                 |  |  |            |            |  |  |       |       |
|  | Philadelphia     | 2                | Orlando   | 4 |                 |                 |  |  |            |            |  |  |       |       |
|  |                  |                  | Orlando   | 4 |                 |                 |  |  |            |            |  |  |       |       |
|  |                  | Boston           | 3         |   |                 |                 |  |  |            |            |  |  |       |       |
|  | Boston           | Boston           | 3         | 4 |                 |                 |  |  |            |            |  |  |       |       |
|  | Boston           |                  |           | 4 |                 |                 |  |  |            |            |  |  |       |       |
|  | Chicago          | 3                |           |   |                 |                 |  |  |            |            |  |  |       |       |
|  | Chicago          | 3                | Orlando   | 1 |                 |                 |  |  |            |            |  |  |       |       |
|  |                  |                  | Orlando   | 1 |                 |                 |  |  |            |            |  |  |       |       |
|  |                  | Lakers           | 4         |   |                 |                 |  |  |            |            |  |  |       |       |
|  | Lakers           | Lakers           | 4         | 4 |                 |                 |  |  |            |            |  |  |       |       |
|  | Lakers           |                  |           | 4 |                 |                 |  |  |            |            |  |  |       |       |
|  | Utah             | 1                |           |   |                 |                 |  |  |            |            |  |  |       |       |
|  | Utah             | 1                | Lakers    | 4 |                 |                 |  |  |            |            |  |  |       |       |
|  |                  |                  | Lakers    | 4 |                 |                 |  |  |            |            |  |  |       |       |
|  |                  | Houston          | 3         |   |                 |                 |  |  |            |            |  |  |       |       |
|  | Portland         | Houston          | 3         | 2 |                 |                 |  |  |            |            |  |  |       |       |
|  | Portland         |                  |           | 2 |                 |                 |  |  |            |            |  |  |       |       |
|  | Houston          | 4                |           |   |                 |                 |  |  |            |            |  |  |       |       |
|  | Houston          | 4                | Lakers    | 4 |                 |                 |  |  |            |            |  |  |       |       |
|  | Conferència Oest |                  | Lakers    | 4 |                 |                 |  |  |            |            |  |  |       |       |
|  |                  | Denver           | 2         |   |                 |                 |  |  |            |            |  |  |       |       |
|  | San Antonio      | Denver           | 2         | 1 |                 |                 |  |  |            |            |  |  |       |       |
|  | San Antonio      |                  |           | 1 |                 |                 |  |  |            |            |  |  |       |       |
|  | Dallas           | 4                |           |   |                 |                 |  |  |            |            |  |  |       |       |
|  | Dallas           | 4                | Dallas    | 1 |                 |                 |  |  |            |            |  |  |       |       |
|  |                  |                  | Dallas    | 1 |                 |                 |  |  |            |            |  |  |       |       |
|  |                  | Denver           | 4         |   |                 |                 |  |  |            |            |  |  |       |       |
|  | Denver           | Denver           | 4         | 4 |                 |                 |  |  |            |            |  |  |       |       |
|  | Denver           |                  |           | 4 |                 |                 |  |  |            |            |  |  |       |       |
|  | New Orleans      | 1                |           |   |                 |                 |  |  |            |            |  |  |       |       |
|  | New Orleans      | 1                |           |   |                 |                 |  |  |            |            |  |  |       |       |

## Conferència Est

### Primera Ronda

#### (1) Cleveland Cavaliers vs. (8) Detroit Pistons
| 18 d'abril 1 | Detroit Pistons                                                                     | 84–'102' | Cleveland Cavaliers                                                     | Quicken Loans Arena, Cleveland Assistència: 20,562 espectadors Àrbitres: Leon Wood, Ron Garretson, Steve Javie | ABC |
| 18 d'abril 1 | Resultats per quarts: 25–30, 20–27, 20–21, 19–24                                    |          |                                                                         | Quicken Loans Arena, Cleveland Assistència: 20,562 espectadors Àrbitres: Leon Wood, Ron Garretson, Steve Javie | ABC |
| 18 d'abril 1 | Pts: Rodney Stuckey 20 Rebs: Wallace, Brown 9 each Assist: Hamilton, Stuckey 4 each |          | Pts: LeBron James 38 Rebs: Zydrunas Ilgauskas 10 Assist: LeBron James 7 | Quicken Loans Arena, Cleveland Assistència: 20,562 espectadors Àrbitres: Leon Wood, Ron Garretson, Steve Javie | ABC |

| 21 d'abril 2 | Detroit Pistons                                                            | 82–'94' | Cleveland Cavaliers                                              | Quicken Loans Arena, Cleveland (Ohio) Assistència: 20,562 espectadors Àrbitres: Dick Bavetta, Bill Spooner, Derrick Collins | TNT |
| 21 d'abril 2 | Resultats per quarts: 14–23, 18–23, 18–31, 32–17                           |         |                                                                  | Quicken Loans Arena, Cleveland (Ohio) Assistència: 20,562 espectadors Àrbitres: Dick Bavetta, Bill Spooner, Derrick Collins | TNT |
| 21 d'abril 2 | Pts: Richard Hamilton 17 Rebs: Antonio McDyess 11 Assist: Rodney Stuckey 6 |         | Pts: LeBron James 29 Rebs: LeBron James 13 Assist: Mo Williams 7 | Quicken Loans Arena, Cleveland (Ohio) Assistència: 20,562 espectadors Àrbitres: Dick Bavetta, Bill Spooner, Derrick Collins | TNT |

| 24 d'abril 3 | Cleveland Cavaliers                                               | '79'–68 | Detroit Pistons                                                       | The Palace of Auburn Hills, Auburn Hills Assistència: 22,076 espectadors Àrbitres: D. Crawford, J. Forte, G. Willard | ESPN |
| 24 d'abril 3 | Resultats per quarts: 18–18, 26–19, 9–16, 26–15                   |         |                                                                       | The Palace of Auburn Hills, Auburn Hills Assistència: 22,076 espectadors Àrbitres: D. Crawford, J. Forte, G. Willard | ESPN |
| 24 d'abril 3 | Pts: LeBron James 18 Rebs: LeBron James 11 Assist: LeBron James 9 |         | Pts: Richard Hamilton 15 Rebs: McDyess, Hamilton 8 Assist: Hamilton 6 | The Palace of Auburn Hills, Auburn Hills Assistència: 22,076 espectadors Àrbitres: D. Crawford, J. Forte, G. Willard | ESPN |

| 26 d'abril 4 | Cleveland Cavaliers                                               | '99'–78 | Detroit Pistons                                                             | The Palace of Auburn Hills, Auburn Hills Assistència: 22,076 espectadors Àrbitres: Joe Crawford, Ken Mauer, Jim Clark | ABC |
| 26 d'abril 4 | Resultats per quarts: 26–27, 25–15, 22–18, 26–18                  |         |                                                                             | The Palace of Auburn Hills, Auburn Hills Assistència: 22,076 espectadors Àrbitres: Joe Crawford, Ken Mauer, Jim Clark | ABC |
| 26 d'abril 4 | Pts: LeBron James 36 Rebs: LeBron James 13 Assist: LeBron James 8 |         | Pts: Antonio McDyess 26 Rebs: Antonio McDyess 10 Assist: Richard Hamilton 7 | The Palace of Auburn Hills, Auburn Hills Assistència: 22,076 espectadors Àrbitres: Joe Crawford, Ken Mauer, Jim Clark | ABC |
| 26 d'abril 4 | Cleveland guanya el Playoff, 4-0                                  |         |                                                                             | The Palace of Auburn Hills, Auburn Hills Assistència: 22,076 espectadors Àrbitres: Joe Crawford, Ken Mauer, Jim Clark | ABC |

#### (2) Boston Celtics vs. (7) Chicago Bulls
| 18 d'abril 1 | Chicago Bulls                                                      | '105'–103 (OT) | Boston Celtics                                                | TD Banknorth Garden, Boston Assistència: 18,624 espectadors Àrbitres: Bennett Salvatore, Eddie F. Rush, Michael Smith | ESPN |
| 18 d'abril 1 | Resultats per quarts: 28–28, 23–16, 20–26, 26–27. Pròrroga/es: 8–6 |                |                                                               | TD Banknorth Garden, Boston Assistència: 18,624 espectadors Àrbitres: Bennett Salvatore, Eddie F. Rush, Michael Smith | ESPN |
| 18 d'abril 1 | Pts: Derrick Rose 36 Rebs: Joakim Noah 17 Assist: Derrick Rose 11  |                | Pts: Rajon Rondo 29 Rebs: Rajon Rondo 9 Assist: Rajon Rondo 7 | TD Banknorth Garden, Boston Assistència: 18,624 espectadors Àrbitres: Bennett Salvatore, Eddie F. Rush, Michael Smith | ESPN |

| 20 d'abril 2 | Chicago Bulls                                                 | 115–'118' | Boston Celtics                                                        | TD Banknorth Garden, Boston Assistència: 18,624 espectadors Àrbitres: Steve Javie, Ron Garretson, Pat Fraher | TNT |
| 20 d'abril 2 | Resultats per quarts: 29–35, 32–23, 26–30, 28–30              |           |                                                                       | TD Banknorth Garden, Boston Assistència: 18,624 espectadors Àrbitres: Steve Javie, Ron Garretson, Pat Fraher | TNT |
| 20 d'abril 2 | Pts: Ben Gordon 42 Rebs: Brad Miller 9 Assist: Kirk Hinrich 7 |           | Pts: Ray Allen 30 Rebs: Perkins, Rondo 12 each Assist: Rajon Rondo 16 | TD Banknorth Garden, Boston Assistència: 18,624 espectadors Àrbitres: Steve Javie, Ron Garretson, Pat Fraher | TNT |

| 23 d'abril 3 | Boston Celtics                                                                     | '107'–86 | Chicago Bulls                                                           | United Center, Chicago Assistència: 23,072 espectadors Àrbitres: Scott Foster, David Jones, Bill Spooner | TNT |
| 23 d'abril 3 | Resultats per quarts: 32–21, 27–16, 24–21, 24–28                                   |          |                                                                         | United Center, Chicago Assistència: 23,072 espectadors Àrbitres: Scott Foster, David Jones, Bill Spooner | TNT |
| 23 d'abril 3 | Pts: Paul Pierce 24 Rebs: Rajon Rondo 11 Assist: Rondo, Davis 6 Stls: Glen Davis 6 |          | Pts: Ben Gordon 15 Rebs: Joakim Noah 10 Assist: Noah, Hinrich, Hunter 3 | United Center, Chicago Assistència: 23,072 espectadors Àrbitres: Scott Foster, David Jones, Bill Spooner | TNT |

| 26 d'abril 4 | Boston Celtics                                                              | '118–'121 (2OT) | Chicago Bulls                                                     | United Center, Chicago Assistència: 23,067 espectadors Àrbitres: Dan Crawford, Marc Davis, Bill Kennedy | ABC |
| 26 d'abril 4 | Resultats per quarts: 19–18, 27–27, 24–20, 26-31. Pròrroga/es: 14–14, 8–11. |                 |                                                                   | United Center, Chicago Assistència: 23,067 espectadors Àrbitres: Dan Crawford, Marc Davis, Bill Kennedy | ABC |
| 26 d'abril 4 | Pts: Paul Pierce 29 Rebs: Davis, Rondo 11 Assist: Rajon Rondo 11            |                 | Pts: Derrick Rose 23 Rebs: Derrick Rose 11 Assist: Derrick Rose 9 | United Center, Chicago Assistència: 23,067 espectadors Àrbitres: Dan Crawford, Marc Davis, Bill Kennedy | ABC |

| 29 d'abril 5 | Chicago Bulls                                                         | '104–'106 (OT) | Boston Celtics                                                       | TD Banknorth Garden, Boston Assistència: 18,624 espectadors Àrbitres: Mark Wunderlich, Joe Derosa, Sean Corbin | TNT |
| 29 d'abril 5 | Resultats per quarts: 21–23, 26–21, 23–22, 23–27. Pròrroga/es: 11–13. |                |                                                                      | TD Banknorth Garden, Boston Assistència: 18,624 espectadors Àrbitres: Mark Wunderlich, Joe Derosa, Sean Corbin | TNT |
| 29 d'abril 5 | Pts: Ben Gordon 26 Rebs: Joakim Noah 17 Assist: Gordon, Rose 6        |                | Pts: Rajon Rondo 28 Rebs: Kendrick Perkins 19 Assist: Rajon Rondo 11 | TD Banknorth Garden, Boston Assistència: 18,624 espectadors Àrbitres: Mark Wunderlich, Joe Derosa, Sean Corbin | TNT |

| 30 d'abril 6 | Boston Celtics                                                                 | '127–'128 (3OT) | Chicago Bulls                                                     | United Center, Chicago Assistència: 23,430 espectadors Àrbitres: Joe Crawford, Derrick Stafford, Ed Malloy | TNT |
| 30 d'abril 6 | Resultats per quarts: 26-37, 31-22, 19-24, 25-18. Pròrroga/es: 8-8, 9-9, 9-10. |                 |                                                                   | United Center, Chicago Assistència: 23,430 espectadors Àrbitres: Joe Crawford, Derrick Stafford, Ed Malloy | TNT |
| 30 d'abril 6 | Pts: Ray Allen 51 Rebs: Kendrick Perkins 13 Assist: Rajon Rondo 19             |                 | Pts: John Salmons 35 Rebs: Joakim Noah 15 Assist: Rose, Hinrich 7 | United Center, Chicago Assistència: 23,430 espectadors Àrbitres: Joe Crawford, Derrick Stafford, Ed Malloy | TNT |

| 2 de maig | Chicago Bulls                                                | 99–'109' | Boston Celtics                                                     | TD Banknorth Garden, Boston Assistència: 18,624 espectadors Àrbitres: Steve Javie, Monty McCutchen, Greg Willard | TNT |
| 2 de maig | Resultats per quarts: 28-23, 11-29, 33-26, 27-31             |          |                                                                    | TD Banknorth Garden, Boston Assistència: 18,624 espectadors Àrbitres: Steve Javie, Monty McCutchen, Greg Willard | TNT |
| 2 de maig | Pts: Ben Gordon 33 Rebs: Joakim Noah 15 Assist: Ben Gordon 4 |          | Pts: Ray Allen 23 Rebs: Kendrick Perkins 13 Assist: Rajon Rondo 11 | TD Banknorth Garden, Boston Assistència: 18,624 espectadors Àrbitres: Steve Javie, Monty McCutchen, Greg Willard | TNT |
| 2 de maig | Boston guanya el Playoff, 4-3                                |          |                                                                    | TD Banknorth Garden, Boston Assistència: 18,624 espectadors Àrbitres: Steve Javie, Monty McCutchen, Greg Willard | TNT |

#### (3) Orlando Magic vs. (6) Philadelphia 76ers
| 19 d'abril 1 | Philadelphia 76ers                                                        | '100'–98 | Orlando Magic                                                       | Amway Arena, Orlando Assistència: 17,461 espectadors Àrbitres: Dan Crawford, Ken Mauer, Zach Zarba | TNT |
| 19 d'abril 1 | Resultats per quarts: 27–25, 19–25, 19–29, 35–19                          |          |                                                                     | Amway Arena, Orlando Assistència: 17,461 espectadors Àrbitres: Dan Crawford, Ken Mauer, Zach Zarba | TNT |
| 19 d'abril 1 | Pts: Andre Iguodala 20 Rebs: Miller, Dalembert 7 Assist: Andre Iguodala 8 |          | Pts: Dwight Howard 31 Rebs: Dwight Howard 16 Assist: Rafer Alston 5 | Amway Arena, Orlando Assistència: 17,461 espectadors Àrbitres: Dan Crawford, Ken Mauer, Zach Zarba | TNT |

| 22 d'abril 2 | Philadelphia 76ers                                                      | 87–'96' | Orlando Magic                                                       | Amway Arena, Orlando Assistència: 17,461 espectadors Àrbitres: Steve Javie, James Capers, Greg Willard | NBA TV |
| 22 d'abril 2 | Resultats per quarts: 21–21, 18–25, 23–24, 25–26                        |         |                                                                     | Amway Arena, Orlando Assistència: 17,461 espectadors Àrbitres: Steve Javie, James Capers, Greg Willard | NBA TV |
| 22 d'abril 2 | Pts: Andre Miller 30 Rebs: Iguodala, Ratliff 8 Assist: Andre Iguodala 7 |         | Pts: Courtney Lee 24 Rebs: Dwight Howard 10 Assist: Rashard Lewis 6 | Amway Arena, Orlando Assistència: 17,461 espectadors Àrbitres: Steve Javie, James Capers, Greg Willard | NBA TV |

| 24 d'abril 3 | Orlando Magic                                                       | 94–'96' | Philadelphia 76ers                                                      | Wachovia Center, Filadèlfia Assistència: 16,492 espectadors Àrbitres: Bill Kennedy, Jim Clark, Monty Mccutchen | ESPN2 |
| 24 d'abril 3 | Resultats per quarts: 21–25, 28–35, 28–19, 17–17                    |         |                                                                         | Wachovia Center, Filadèlfia Assistència: 16,492 espectadors Àrbitres: Bill Kennedy, Jim Clark, Monty Mccutchen | ESPN2 |
| 24 d'abril 3 | Pts: Dwight Howard 36 Rebs: Dwight Howard 11 Assist: Courtney Lee 5 |         | Pts: Andre Iguodala 29 Rebs: Miller, Dalembert 9 Assist: Andre Miller 7 | Wachovia Center, Filadèlfia Assistència: 16,492 espectadors Àrbitres: Bill Kennedy, Jim Clark, Monty Mccutchen | ESPN2 |

| 26 d'abril 4 | Orlando Magic                                                       | '83'–81 | Philadelphia 76ers                                                      | Wachovia Center, Filadèlfia Assistència: 16,464 espectadors Àrbitres: Dick Bavetta, Tony Brothers, Sean Corbin | TNT |
| 26 d'abril 4 | Resultats per quarts: 24–22, 12–14, 28–19, 20–26                    |         |                                                                         | Wachovia Center, Filadèlfia Assistència: 16,464 espectadors Àrbitres: Dick Bavetta, Tony Brothers, Sean Corbin | TNT |
| 26 d'abril 4 | Pts: Dwight Howard 18 Rebs: Dwight Howard 18 Assist: Rafer Alston 5 |         | Pts: Andre Miller 17 Rebs: Samuel Dalembert 9 Assist: Andre Iguodala 11 | Wachovia Center, Filadèlfia Assistència: 16,464 espectadors Àrbitres: Dick Bavetta, Tony Brothers, Sean Corbin | TNT |

| 28 d'abril 5 | Philadelphia 76ers                                                     | 81–'84' | Orlando Magic                                                           | Amway Arena, Orlando Assistència: 18,624 espectadors Àrbitres: Joe Crawford, Derrick Stafford, Marc Davis | NBA TV |
| 28 d'abril 5 | Resultats per quarts: 20–21, 19–24, 21–24, 18–22                       |         |                                                                         | Amway Arena, Orlando Assistència: 18,624 espectadors Àrbitres: Joe Crawford, Derrick Stafford, Marc Davis | NBA TV |
| 28 d'abril 5 | Pts: Andre Iguodala 26 Rebs: Samuel Dalembert 9 Assist: Andre Miller 6 |         | Pts: Howard, Lewis 24 Rebs: Dwight Howard 24 Assist: Alston, Turkoglu 4 | Amway Arena, Orlando Assistència: 18,624 espectadors Àrbitres: Joe Crawford, Derrick Stafford, Marc Davis | NBA TV |

| 30 d'abril 6 | Orlando Magic                                                        | '114'–89 | Philadelphia 76ers                                                      | Wachovia Center, Filadèlfia Assistència: 16,691 espectadors Àrbitres: Scott Foster, Tom Washington, Derrick Collins | NBA TV |
| 30 d'abril 6 | Resultats per quarts: 30-19, 32-29, 25-24, 27-17                     |          |                                                                         | Wachovia Center, Filadèlfia Assistència: 16,691 espectadors Àrbitres: Scott Foster, Tom Washington, Derrick Collins | NBA TV |
| 30 d'abril 6 | Pts: Rashard Lewis 29 Rebs: Marcin Gortat 15 Assist: Rafer Alston 10 |          | Pts: Andre Miller 24 Rebs: Samuel Dalembert 13 Assist: Andre Iguodala 6 | Wachovia Center, Filadèlfia Assistència: 16,691 espectadors Àrbitres: Scott Foster, Tom Washington, Derrick Collins | NBA TV |
| 30 d'abril 6 | Orlando guanya el Playoff, 4–2                                       |          |                                                                         | Wachovia Center, Filadèlfia Assistència: 16,691 espectadors Àrbitres: Scott Foster, Tom Washington, Derrick Collins | NBA TV |

#### (4) Atlanta Hawks vs. (5) Miami Heat
| 19 d'abril 1 | Miami Heat                                                         | 64–'90' | Atlanta Hawks                                                    | Philips Arena, Atlanta Assistència: 18,851 espectadors Àrbitres: Scott Foster, Joe DeRosa, Gary Zielinski | TNT |
| 19 d'abril 1 | Resultats per quarts: 21–24, 18–35, 18–17, 7–14                    |         |                                                                  | Philips Arena, Atlanta Assistència: 18,851 espectadors Àrbitres: Scott Foster, Joe DeRosa, Gary Zielinski | TNT |
| 19 d'abril 1 | Pts: Dwayne Wade 19 Rebs: Michael Beasley 10 Assist: Dwayne Wade 5 |         | Pts: Josh Smith 23 Rebs: Smith, Pachulia 10 Assist: Mike Bibby 9 | Philips Arena, Atlanta Assistència: 18,851 espectadors Àrbitres: Scott Foster, Joe DeRosa, Gary Zielinski | TNT |

| 22 d'abril 2 | Miami Heat                                                         | '108'–93 | Atlanta Hawks                                               | Philips Arena, Atlanta Assistència: 19,146 espectadors Àrbitres: Dan Crawford, Jason Philips, Ken Mauer | TNT |
| 22 d'abril 2 | Resultats per quarts: 24–18, 30–23, 29–31, 25–21                   |          |                                                             | Philips Arena, Atlanta Assistència: 19,146 espectadors Àrbitres: Dan Crawford, Jason Philips, Ken Mauer | TNT |
| 22 d'abril 2 | Pts: Dwayne Wade 33 Rebs: Udonis Haslem 8 Assist: Wade, Chalmers 7 |          | Pts: Mike Bibby 18 Rebs: Al Horford 11 Assist: Al Horford 5 | Philips Arena, Atlanta Assistència: 19,146 espectadors Àrbitres: Dan Crawford, Jason Philips, Ken Mauer | TNT |

| 25 d'abril 3 | Atlanta Hawks                                                                     | 78–'107' | Miami Heat                                                       | American Airlines Arena, Miami Assistència: 19,600 espectadors Àrbitres: Steve Javie, David Jones, James Capers | TNT |
| 25 d'abril 3 | Resultats per quarts: 12–22, 17–28, 32–35, 17–32                                  |          |                                                                  | American Airlines Arena, Miami Assistència: 19,600 espectadors Àrbitres: Steve Javie, David Jones, James Capers | TNT |
| 25 d'abril 3 | Pts: Smith, Horford, Bibby 13 Rebs: Josh Smith 8 Assist: Bibby, Johnson, Murray 3 |          | Pts: Dwayne Wade 29 Rebs: Udonis Haslem 13 Assist: Dwayne Wade 8 | American Airlines Arena, Miami Assistència: 19,600 espectadors Àrbitres: Steve Javie, David Jones, James Capers | TNT |

| 27 d'abril 4 | Atlanta Hawks                                                   | '81'–71 | Miami Heat                                                      | American Airlines Arena, Miami Assistència: 19,600 espectadors Àrbitres: Bennett Salvatore, Michael Smith, Tom Washington | TNT |
| 27 d'abril 4 | Resultats per quarts: 24–17, 22–25, 17–13, 18–16                |         |                                                                 | American Airlines Arena, Miami Assistència: 19,600 espectadors Àrbitres: Bennett Salvatore, Michael Smith, Tom Washington | TNT |
| 27 d'abril 4 | Pts: Mike Bibby 15 Rebs: Zaza Pachulia 18 Assist: Joe Johnson 5 |         | Pts: Dwayne Wade 22 Rebs: Udonis Haslem 9 Assist: Dwayne Wade 7 | American Airlines Arena, Miami Assistència: 19,600 espectadors Àrbitres: Bennett Salvatore, Michael Smith, Tom Washington | TNT |

| 29 d'abril 5 | Miami Heat                                                         | 91–'106' | Atlanta Hawks                                                | Philips Arena, Atlanta Assistència: 19,051 espectadors Àrbitres: Dick Bavetta, Violet Palmer, Tony Brothers | TNT |
| 29 d'abril 5 | Resultats per quarts: 20-24, 20-39, 30-22, 21-21                   |          |                                                              | Philips Arena, Atlanta Assistència: 19,051 espectadors Àrbitres: Dick Bavetta, Violet Palmer, Tony Brothers | TNT |
| 29 d'abril 5 | Pts: Dwayne Wade 29 Rebs: Udonis Haslem 8 Assist: Mario Chalmers 6 |          | Pts: Joe Johnson 25 Rebs: Josh Smith 8 Assist: Joe Johnson 6 | Philips Arena, Atlanta Assistència: 19,051 espectadors Àrbitres: Dick Bavetta, Violet Palmer, Tony Brothers | TNT |

| 1 de maig 6 | Atlanta Hawks | 72–'98' | Miami Heat | American Airlines Arena, Miami | ESPN |

| 3 de maig 7 | Miami Heat                                                            | 78–'91' | Atlanta Hawks                                               | Philips Arena, Atlanta Assistència: 18,864 espectadors Àrbitres: Joe Crawford, Ron Garretson, Benett Salvatore | ABC |
| 3 de maig 7 | Resultats per quarts: 18-20, 18-29, 16-19, 26-23                      |         |                                                             | Philips Arena, Atlanta Assistència: 18,864 espectadors Àrbitres: Joe Crawford, Ron Garretson, Benett Salvatore | ABC |
| 3 de maig 7 | Pts: Dwayne Wade 31 Rebs: Udonis Haslem 13 Assist: Chalmers, Haslem 4 |         | Pts: Joe Johnson 27 Rebs: Josh Smith 9 Assist: Mike Bibby 6 | Philips Arena, Atlanta Assistència: 18,864 espectadors Àrbitres: Joe Crawford, Ron Garretson, Benett Salvatore | ABC |
| 3 de maig 7 | Atlanta guanya el Playoff, 4-3                                        |         |                                                             | Philips Arena, Atlanta Assistència: 18,864 espectadors Àrbitres: Joe Crawford, Ron Garretson, Benett Salvatore | ABC |

### Semifinals de Conferència

#### (1) Cleveland Cavaliers vs. (4) Atlanta Hawks
| 5 de maig 1 | Atlanta Hawks 72, Cleveland Cavaliers 99 | Atlanta Hawks 72, Cleveland Cavaliers 99 | Atlanta Hawks 72, Cleveland Cavaliers 99 | Quicken Loans Arena, Cleveland | TNT |

| 7 de maig 2 | Atlanta Hawks 85, Cleveland Cavaliers 105 | Atlanta Hawks 85, Cleveland Cavaliers 105 | Atlanta Hawks 85, Cleveland Cavaliers 105 | Quicken Loans Arena, Cleveland | ESPN |

| 9 de maig 3 | Cleveland Cavaliers 97, Atlanta Hawks 82 | Cleveland Cavaliers 97, Atlanta Hawks 82 | Cleveland Cavaliers 97, Atlanta Hawks 82 | Philips Arena, Atlanta | ABC |

| 11 de maig 4 | Cleveland Cavaliers 84, Atlanta Hawks 74 | Cleveland Cavaliers 84, Atlanta Hawks 74 | Cleveland Cavaliers 84, Atlanta Hawks 74 | Philips Arena, Atlanta | ESPN |
| 11 de maig 4 | Cleveland guanya 4-0                     |                                          |                                          | Philips Arena, Atlanta | ESPN |

#### (2) Boston Celtics vs. (3) Orlando Magic
| 4 de maig 1 | Orlando Magic 95, Boston Celtics 90 | Orlando Magic 95, Boston Celtics 90 | Orlando Magic 95, Boston Celtics 90 | TD Banknorth Garden, Boston, Massachusetts | TNT |

| 6 de maig 2 | Orlando Magic 94, Boston Celtics 112 | Orlando Magic 94, Boston Celtics 112 | Orlando Magic 94, Boston Celtics 112 | TD Banknorth Garden, Boston, Massachusetts | TNT |

| 8 de maig 3 | Boston Celtics 96, Orlando Magic 117 | Boston Celtics 96, Orlando Magic 117 | Boston Celtics 96, Orlando Magic 117 | Amway Arena, Orlando, Florida | ESPN |

| 10 de maig 4 | Boston Celtics 95, Orlando Magic 94 | Boston Celtics 95, Orlando Magic 94 | Boston Celtics 95, Orlando Magic 94 | Amway Arena, Orlando, Florida | TNT |

| 12 de maig 5 | Orlando Magic 88, Boston Celtics 92 | Orlando Magic 88, Boston Celtics 92 | Orlando Magic 88, Boston Celtics 92 | TD Banknorth Garden, Boston, Massachusetts | TNT |

| 14 de maig 6 | Boston Celtics 75, Orlando Magic 83 | Boston Celtics 75, Orlando Magic 83 | Boston Celtics 75, Orlando Magic 83 | Amway Arena, Orlando, Florida | ESPN |

| 17 de maig 7 | Orlando Magic 101, Boston Celtics 82 | Orlando Magic 101, Boston Celtics 82 | Orlando Magic 101, Boston Celtics 82 | TD Banknorth Garden, Boston, Massachusetts | TNT |
| 17 de maig 7 | Orlando va guanyar la serie, 4–3     |                                      |                                      | TD Banknorth Garden, Boston, Massachusetts | TNT |

### Final de Conferència

#### (1)Cleveland Cavaliersvs. (3)Orlando Magic
| 20 de maig 1 | Orlando Magic 107, Cleveland Cavaliers 106 | Orlando Magic 107, Cleveland Cavaliers 106 | Orlando Magic 107, Cleveland Cavaliers 106 | Quicken Loans Arena, Cleveland (Ohio) | TNT |

| 22 de maig 2 | Orlando Magic 95, Cleveland Cavaliers 96 | Orlando Magic 95, Cleveland Cavaliers 96 | Orlando Magic 95, Cleveland Cavaliers 96 | Quicken Loans Arena, Cleveland (Ohio) | TNT |

| 24 de maig 3 | Cleveland Cavaliers 89, Orlando Magic 99 | Cleveland Cavaliers 89, Orlando Magic 99 | Cleveland Cavaliers 89, Orlando Magic 99 | Amway Arena, Orlando, Florida | TNT |

| 26 de maig 4 | Cleveland Cavaliers 114, Orlando Magic 116 | Cleveland Cavaliers 114, Orlando Magic 116 | Cleveland Cavaliers 114, Orlando Magic 116 | Amway Arena, Orlando, Florida | TNT |

| 28 de maig 5 | Orlando Magic 102, Cleveland Cavaliers 112 | Orlando Magic 102, Cleveland Cavaliers 112 | Orlando Magic 102, Cleveland Cavaliers 112 | Quicken Loans Arena, Cleveland (Ohio) | TNT |

| 30 de maig 6 | Cleveland Cavaliers 90, Orlando Magic 103                | Cleveland Cavaliers 90, Orlando Magic 103 | Cleveland Cavaliers 90, Orlando Magic 103 | Amway Arena, Orlando, Florida | TNT |
| 30 de maig 6 | Orlando va guanyar la serie final de la conferencia, 4–2 |                                           |                                           | Amway Arena, Orlando, Florida | TNT |

## Conferència Oest

### Primera Ronda

#### (1) Los Angeles Lakers vs. (8) Utah Jazz
| 19 d'abril 1 | Utah Jazz 100, Los Angeles Lakers 113                                 | Utah Jazz 100, Los Angeles Lakers 113 | Utah Jazz 100, Los Angeles Lakers 113                       | Staples Center, Los Angeles Assistència: 18,997 espectadors Àrbitres: Derrick Stafford, Ed Malloy, Joe Crawford | ABC |
| 19 d'abril 1 | Resultats per quarts: 19–30, 21–32, 33–24, 27–27                      |                                       |                                                             | Staples Center, Los Angeles Assistència: 18,997 espectadors Àrbitres: Derrick Stafford, Ed Malloy, Joe Crawford | ABC |
| 19 d'abril 1 | Pts: Carlos Boozer 27 Rebs: Carlos Boozer 9 Assist: Deron Williams 17 |                                       | Pts: Kobe Bryant 24 Rebs: Pau Gasol 9 Assist: Kobe Bryant 8 | Staples Center, Los Angeles Assistència: 18,997 espectadors Àrbitres: Derrick Stafford, Ed Malloy, Joe Crawford | ABC |

| 21 d'abril 2 | Utah Jazz 109, Los Angeles Lakers 119                                   | Utah Jazz 109, Los Angeles Lakers 119 | Utah Jazz 109, Los Angeles Lakers 119                             | Staples Center, Los Angeles Assistència: 18,997 espectadors Àrbitres: Marc Davis, Sean Corbin, Monty McCutchen | TNT |
| 21 d'abril 2 | Resultats per quarts: 29–41, 26–25, 23–23, 31–30                        |                                       |                                                                   | Staples Center, Los Angeles Assistència: 18,997 espectadors Àrbitres: Marc Davis, Sean Corbin, Monty McCutchen | TNT |
| 21 d'abril 2 | Pts: Deron Williams 35 Rebs: Carlos Boozer 10 Assist: Deron Williams 10 |                                       | Pts: Kobe Bryant 26 Rebs: Gasol, Bryant 6 Assist: Ariza, Bryant 9 | Staples Center, Los Angeles Assistència: 18,997 espectadors Àrbitres: Marc Davis, Sean Corbin, Monty McCutchen | TNT |

| 23 d'abril 3 | Los Angeles Lakers 86, Utah Jazz 88                          | Los Angeles Lakers 86, Utah Jazz 88 | Los Angeles Lakers 86, Utah Jazz 88                                   | Energy Solutions Arena, Salt Lake City Assistència: 19,911 espectadors Àrbitres: Bennett Salvadore, Mike Callahan, Eric Lewis | TNT |
| 23 d'abril 3 | Resultats per quarts: 17–26, 22–17, 29–17, 18–28             |                                     |                                                                       | Energy Solutions Arena, Salt Lake City Assistència: 19,911 espectadors Àrbitres: Bennett Salvadore, Mike Callahan, Eric Lewis | TNT |
| 23 d'abril 3 | Pts: Lamar Odom 21 Rebs: Lamar Odom 14 Assist: Kobe Bryant 6 |                                     | Pts: Carlos Boozer 23 Rebs: Carlos Boozer 22 Assist: Deron Williams 9 | Energy Solutions Arena, Salt Lake City Assistència: 19,911 espectadors Àrbitres: Bennett Salvadore, Mike Callahan, Eric Lewis | TNT |

| 25 d'abril 4 | Los Angeles Lakers 108, Utah Jazz 94                         | Los Angeles Lakers 108, Utah Jazz 94 | Los Angeles Lakers 108, Utah Jazz 94                                      | Energy Solutions Arena, Salt Lake City Assistència: 19,911 espectadors Àrbitres: Bill Spooner, Mark Wunderlich, Joe Derosa | ESPN |
| 25 d'abril 4 | Resultats per quarts: 20–25, 40–28, 28–16, 20–25             |                                      |                                                                           | Energy Solutions Arena, Salt Lake City Assistència: 19,911 espectadors Àrbitres: Bill Spooner, Mark Wunderlich, Joe Derosa | ESPN |
| 25 d'abril 4 | Pts: Kobe Bryant 38 Rebs: Lamar Odom 15 Assist: Lamar Odom 6 |                                      | Pts: Williams, Boozer 23 Rebs: Carlos Boozer 16 Assist: Deron Williams 13 | Energy Solutions Arena, Salt Lake City Assistència: 19,911 espectadors Àrbitres: Bill Spooner, Mark Wunderlich, Joe Derosa | ESPN |

| 27 d'abril 5 | Utah Jazz 96, Los Angeles Lakers 107                              | Utah Jazz 96, Los Angeles Lakers 107 | Utah Jazz 96, Los Angeles Lakers 107                                         | Staples Center, Los Angeles Assistència: 18,997 espectadors Àrbitres: Gary Zielinski, James Capers, Steve Javie | TNT |
| 27 d'abril 5 | Resultats per quarts: 26–26, 17–30, 20–26, 33–25                  |                                      |                                                                              | Staples Center, Los Angeles Assistència: 18,997 espectadors Àrbitres: Gary Zielinski, James Capers, Steve Javie | TNT |
| 27 d'abril 5 | Pts: Paul Millsap 16 Rebs: Mehmet Okur 8 Assist: Deron Williams 6 |                                      | Pts: Kobe Bryant 31 Rebs: Lamar Odom 15 Assist: Odom, Bryant, Ariza, Gasol 4 | Staples Center, Los Angeles Assistència: 18,997 espectadors Àrbitres: Gary Zielinski, James Capers, Steve Javie | TNT |
| 27 d'abril 5 | LA Lakers guanya el Playoff, 4–1                                  |                                      |                                                                              | Staples Center, Los Angeles Assistència: 18,997 espectadors Àrbitres: Gary Zielinski, James Capers, Steve Javie | TNT |

#### (2) Denver Nuggets vs.(7) New Orleans Hornets
| 19 d'abril 1 | New Orleans Hornets 84, Denver Nuggets 113                  | New Orleans Hornets 84, Denver Nuggets 113 | New Orleans Hornets 84, Denver Nuggets 113                                | Ball Arena, Denver Assistència: 19,536 espectadors Àrbitres: Marc Davis, Monty Mccutchen, Sean Corbin | TNT |
| 19 d'abril 1 | Resultats per quarts: 25–27, 22–28, 22–32, 15–26            |                                            |                                                                           | Ball Arena, Denver Assistència: 19,536 espectadors Àrbitres: Marc Davis, Monty Mccutchen, Sean Corbin | TNT |
| 19 d'abril 1 | Pts: Chris Paul 21 Rebs: David West 6 Assist: Chris Paul 11 |                                            | Pts: Chauncey Billups 36 Rebs: Nene Hilario 14 Assist: Chauncey Billups 8 | Ball Arena, Denver Assistència: 19,536 espectadors Àrbitres: Marc Davis, Monty Mccutchen, Sean Corbin | TNT |

| 22 d'abril 2 | New Orleans Hornets 93, Denver Nuggets 108                       | New Orleans Hornets 93, Denver Nuggets 108 | New Orleans Hornets 93, Denver Nuggets 108                              | Ball Arena, Denver Assistència: 19,623 espectadors Àrbitres: Mark Wunderlich, Violet Palmer, Joe DeRosa | TNT |
| 22 d'abril 2 | Resultats per quarts: 25–27, 19–25, 27–29, 22–27                 |                                            |                                                                         | Ball Arena, Denver Assistència: 19,623 espectadors Àrbitres: Mark Wunderlich, Violet Palmer, Joe DeRosa | TNT |
| 22 d'abril 2 | Pts: David West 21 Rebs: Tyson Chandler 11 Assist: Chris Paul 13 |                                            | Pts: Chauncey Billups 31 Rebs: Nene Hilario 8 Assist: Carmelo Anthony 9 | Ball Arena, Denver Assistència: 19,623 espectadors Àrbitres: Mark Wunderlich, Violet Palmer, Joe DeRosa | TNT |

| 25 d'abril 3 | Denver Nuggets 93, New Orleans Hornets 95                                 | Denver Nuggets 93, New Orleans Hornets 95 | Denver Nuggets 93, New Orleans Hornets 95                    | New Orleans Arena, Nova Orleans Assistència: 17,489 espectadors Àrbitres: Bennett Salvatore, Derrick Stafford, Tom Washington | ESPN |
| 25 d'abril 3 | Resultats per quarts: 26–21, 21–29, 25–27, 21–18                          |                                           |                                                              | New Orleans Arena, Nova Orleans Assistència: 17,489 espectadors Àrbitres: Bennett Salvatore, Derrick Stafford, Tom Washington | ESPN |
| 25 d'abril 3 | Pts: Carmelo Anthony 25 Rebs: Kenyon Martin 10 Assist: Chauncey Billups 6 |                                           | Pts: Chris Paul 32 Rebs: West, Posey 9 Assist: Chris Paul 12 | New Orleans Arena, Nova Orleans Assistència: 17,489 espectadors Àrbitres: Bennett Salvatore, Derrick Stafford, Tom Washington | ESPN |

| 27 d'abril 4 | Denver Nuggets 121, New Orleans Hornets 63                                | Denver Nuggets 121, New Orleans Hornets 63 | Denver Nuggets 121, New Orleans Hornets 63                  | New Orleans Arena, Nova Orleans Assistència: 17,236 espectadors Àrbitres: David Jones, Mike Callahan, Scott Foster | NBA TV |
| 27 d'abril 4 | Resultats per quarts: 36–15, 25–24, 27–11, 33–13                          |                                            |                                                             | New Orleans Arena, Nova Orleans Assistència: 17,236 espectadors Àrbitres: David Jones, Mike Callahan, Scott Foster | NBA TV |
| 27 d'abril 4 | Pts: Carmelo Anthony 26 Rebs: Chris Andersen 8 Assist: Chauncey Billups 8 |                                            | Pts: David West 14 Rebs: James Posey 7 Assist: Chris Paul 6 | New Orleans Arena, Nova Orleans Assistència: 17,236 espectadors Àrbitres: David Jones, Mike Callahan, Scott Foster | NBA TV |

| 29 d'abril 5 | New Orleans Hornets 86, Denver Nuggets 107                  | New Orleans Hornets 86, Denver Nuggets 107 | New Orleans Hornets 86, Denver Nuggets 107                                         | Ball Arena, Denver Assistència: 19,744 espectadors Àrbitres: Steve Javie, Ken Mauer, Bill Kennedy | TNT |
| 29 d'abril 5 | Resultats per quarts: 27-24, 22-25, 17–31, 20-27            |                                            |                                                                                    | Ball Arena, Denver Assistència: 19,744 espectadors Àrbitres: Steve Javie, Ken Mauer, Bill Kennedy | TNT |
| 29 d'abril 5 | Pts: David West 24 Rebs: David West 9 Assist: Chris Paul 10 |                                            | Pts: Carmelo Anthony 34 Rebs: Martin, Nenê, Andersen 7 Assist: Chauncey Billups 11 | Ball Arena, Denver Assistència: 19,744 espectadors Àrbitres: Steve Javie, Ken Mauer, Bill Kennedy | TNT |
| 29 d'abril 5 | Denver guanya el Playoff, 4–1                               |                                            |                                                                                    | Ball Arena, Denver Assistència: 19,744 espectadors Àrbitres: Steve Javie, Ken Mauer, Bill Kennedy | TNT |

#### (3) San Antonio Spurs vs. (6) Dallas Mavericks
| 18 d'abril 1 | Dallas Mavericks 105, San Antonio Spurs 97                      | Dallas Mavericks 105, San Antonio Spurs 97 | Dallas Mavericks 105, San Antonio Spurs 97                  | AT&T Center, San Antonio (Texas) Assistència: 18,797 espectadors Àrbitres: Dick Bavetta, James Capers, Tony Brothers | ESPN |
| 18 d'abril 1 | Resultats per quarts: 18–29, 27–20, 29–25, 31–23                |                                            |                                                             | AT&T Center, San Antonio (Texas) Assistència: 18,797 espectadors Àrbitres: Dick Bavetta, James Capers, Tony Brothers | ESPN |
| 18 d'abril 1 | Pts: Josh Howard 25 Rebs: Erick Dampier 11 Assist: Jason Kidd 5 |                                            | Pts: Tim Duncan 27 Rebs: Tim Duncan 9 Assist: Tony Parker 8 | AT&T Center, San Antonio (Texas) Assistència: 18,797 espectadors Àrbitres: Dick Bavetta, James Capers, Tony Brothers | ESPN |

| 20 d'abril 2 | Dallas Mavericks 84, San Antonio Spurs 105                     | Dallas Mavericks 84, San Antonio Spurs 105 | Dallas Mavericks 84, San Antonio Spurs 105                    | AT&T Center, San Antonio Assistència: 18,797 espectadors Àrbitres: Mark Wunderlich, Joe Forte, Tom Washington | TNT |
| 20 d'abril 2 | Resultats per quarts: 19–30, 27–27, 17–28, 21–20               |                                            |                                                               | AT&T Center, San Antonio Assistència: 18,797 espectadors Àrbitres: Mark Wunderlich, Joe Forte, Tom Washington | TNT |
| 20 d'abril 2 | Pts: Jason Terry 16 Rebs: Dirk Nowitzki 6 Assist: Jason Kidd 5 |                                            | Pts: Tony Parker 38 Rebs: Tim Duncan 11 Assist: Tony Parker 8 | AT&T Center, San Antonio Assistència: 18,797 espectadors Àrbitres: Mark Wunderlich, Joe Forte, Tom Washington | TNT |

| 23 d'abril 3 | San Antonio Spurs 67, Dallas Mavericks 88                      | San Antonio Spurs 67, Dallas Mavericks 88 | San Antonio Spurs 67, Dallas Mavericks 88                             | American Airlines Center, Dallas Assistència: 20,491 espectadors Àrbitres: Joe Crawford, Eddie Rush, Derrick Collins, Marc Davis | NBA TV |
| 23 d'abril 3 | Resultats per quarts: 16–27, 14–19, 12–29, 25–13               |                                           |                                                                       | American Airlines Center, Dallas Assistència: 20,491 espectadors Àrbitres: Joe Crawford, Eddie Rush, Derrick Collins, Marc Davis | NBA TV |
| 23 d'abril 3 | Pts: Tony Parker 12 Rebs: Kurt Thomas 10 Assist: Tony Parker 3 |                                           | Pts: Dirk Nowitzki 20 Rebs: Erick Dampier 9 Assist: Jose Juan Barea 6 | American Airlines Center, Dallas Assistència: 20,491 espectadors Àrbitres: Joe Crawford, Eddie Rush, Derrick Collins, Marc Davis | NBA TV |

| 25 d'abril 4 | San Antonio Spurs 90, Dallas Mavericks 99                    | San Antonio Spurs 90, Dallas Mavericks 99 | San Antonio Spurs 90, Dallas Mavericks 99                       | American Airlines Center, Dallas Assistència: 20,829 espectadors Àrbitres: Mike Callahan, Scott Foster, Zach Zarba | TNT |
| 25 d'abril 4 | Resultats per quarts: 29–32, 26–19, 16–29, 19–19             |                                           |                                                                 | American Airlines Center, Dallas Assistència: 20,829 espectadors Àrbitres: Mike Callahan, Scott Foster, Zach Zarba | TNT |
| 25 d'abril 4 | Pts: Tony Parker 43 Rebs: Tim Duncan 10 Assist: Tim Duncan 7 |                                           | Pts: Josh Howard 28 Rebs: Dirk Nowitzki 13 Assist: Jason Kidd 7 | American Airlines Center, Dallas Assistència: 20,829 espectadors Àrbitres: Mike Callahan, Scott Foster, Zach Zarba | TNT |

| 28 d'abril 5 | Dallas Mavericks 106, San Antonio Spurs 93                        | Dallas Mavericks 106, San Antonio Spurs 93 | Dallas Mavericks 106, San Antonio Spurs 93                   | AT&T Center, San Antonio Assistència: 18,797 espectadors Àrbitres: Ron Garretson, Greg Willard, Monty Mccutchen | TNT |
| 28 d'abril 5 | Resultats per quarts: 31–20, 21–28, 30–19, 24–26                  |                                            |                                                              | AT&T Center, San Antonio Assistència: 18,797 espectadors Àrbitres: Ron Garretson, Greg Willard, Monty Mccutchen | TNT |
| 28 d'abril 5 | Pts: Dirk Nowitzki 31 Rebs: Erick Dampier 12 Assist: Jason Kidd 6 |                                            | Pts: Tim Duncan 30 Rebs: Tim Duncan 8 Assist: Tony Parker 12 | AT&T Center, San Antonio Assistència: 18,797 espectadors Àrbitres: Ron Garretson, Greg Willard, Monty Mccutchen | TNT |
| 28 d'abril 5 | Dallas guanya el Playoff, 4–1                                     |                                            |                                                              | AT&T Center, San Antonio Assistència: 18,797 espectadors Àrbitres: Ron Garretson, Greg Willard, Monty Mccutchen | TNT |

#### (4) Portland Trail Blazers vs. (5) Houston Rockets
| 18 d'abril 1 | Houston Rockets 108, Portland Trail Blazers 81                      | Houston Rockets 108, Portland Trail Blazers 81 | Houston Rockets 108, Portland Trail Blazers 81               | Rose Garden, Portland Assistència: 20,329 espectadors Àrbitres: Bill Kennedy, Mark Wunderlich, Tom Washington | ESPN |
| 18 d'abril 1 | Resultats per quarts: 34–23, 28–21, 23–14, 23–23                    |                                                |                                                              | Rose Garden, Portland Assistència: 20,329 espectadors Àrbitres: Bill Kennedy, Mark Wunderlich, Tom Washington | ESPN |
| 18 d'abril 1 | Pts: Aaron Brooks 27 Rebs: Dikembe Mutombo 9 Assist: Aaron Brooks 7 |                                                | Pts: Brandon Roy 21 Rebs: 4 jugadors 4 Assist: Steve Blake 6 | Rose Garden, Portland Assistència: 20,329 espectadors Àrbitres: Bill Kennedy, Mark Wunderlich, Tom Washington | ESPN |

| 21 d'abril 2 | Houston Rockets 103, Portland Trail Blazers 107              | Houston Rockets 103, Portland Trail Blazers 107 | Houston Rockets 103, Portland Trail Blazers 107                      | Rose Garden, Portland Assistència: 20,408 espectadors Àrbitres: Derrick Stafford, Ed Malloy, Joe Crawford | NBA TV |
| 21 d'abril 2 | Resultats per quarts: 26–28, 25–25, 21–19, 31–35             |                                                 |                                                                      | Rose Garden, Portland Assistència: 20,408 espectadors Àrbitres: Derrick Stafford, Ed Malloy, Joe Crawford | NBA TV |
| 21 d'abril 2 | Pts: Aaron Brooks 23 Rebs: Yao Ming 8 Assist: Aaron Brooks 5 |                                                 | Pts: Brandon Roy 42 Rebs: LaMarcus Aldridge 12 Assist: Steve Blake 5 | Rose Garden, Portland Assistència: 20,408 espectadors Àrbitres: Derrick Stafford, Ed Malloy, Joe Crawford | NBA TV |

| 24 d'abril 3 | Portland Trail Blazers 83, Houston Rockets 86                        | Portland Trail Blazers 83, Houston Rockets 86 | Portland Trail Blazers 83, Houston Rockets 86               | Toyota Center, Houston Assistència: 18,731 espectadors Àrbitres: Dick Bavetta, Jason Phillips, Tony Brothers | ESPN |
| 24 d'abril 3 | Resultats per quarts: 15–21, 22–27, 22–18, 24–20                     |                                               |                                                             | Toyota Center, Houston Assistència: 18,731 espectadors Àrbitres: Dick Bavetta, Jason Phillips, Tony Brothers | ESPN |
| 24 d'abril 3 | Pts: Brandon Roy 19 Rebs: LaMarcus Aldridge 8 Assist: Steve Blake 10 |                                               | Pts: Luis Scola 19 Rebs: Yao Ming 13 Assist: Aaron Brooks 5 | Toyota Center, Houston Assistència: 18,731 espectadors Àrbitres: Dick Bavetta, Jason Phillips, Tony Brothers | ESPN |

| 26 d'abril 4 | Portland Trail Blazers 88, Houston Rockets 89                     | Portland Trail Blazers 88, Houston Rockets 89 | Portland Trail Blazers 88, Houston Rockets 89           | Toyota Center, Houston Assistència: 18,271 espectadors Àrbitres: Ron Garretson, Greg Willard, Monty Mccutchen | TNT |
| 26 d'abril 4 | Resultats per quarts: 22–30, 22–20, 26–14, 18–25                  |                                               |                                                         | Toyota Center, Houston Assistència: 18,271 espectadors Àrbitres: Ron Garretson, Greg Willard, Monty Mccutchen | TNT |
| 26 d'abril 4 | Pts: Brandon Roy 31 Rebs: Joel Przybilla 12 Assist: Steve Blake 8 |                                               | Pts: Yao Ming 21 Rebs: Yao Ming 12 Assist: Ron Artest 9 | Toyota Center, Houston Assistència: 18,271 espectadors Àrbitres: Ron Garretson, Greg Willard, Monty Mccutchen | TNT |

| 28 d'abril 5 | Houston Rockets 77, Portland Trail Blazers 88             | Houston Rockets 77, Portland Trail Blazers 88 | Houston Rockets 77, Portland Trail Blazers 88                         | Rose Garden, Portland Assistència: 20.462 espectadors Àrbitres: Bill Spooner, Leon Wood, Dan Crawford | NBA TV |
| 28 d'abril 5 | Resultats per quarts: 26–29, 17–21, 19–14, 15–24          |                                               |                                                                       | Rose Garden, Portland Assistència: 20.462 espectadors Àrbitres: Bill Spooner, Leon Wood, Dan Crawford | NBA TV |
| 28 d'abril 5 | Pts: Luis Scola 19 Rebs: Yao Ming 10 Assist: Ron Artest 5 |                                               | Pts: Aldridge, Roy 25 Rebs: Joel Przybilla 6 Assist: Joel Przybilla 4 | Rose Garden, Portland Assistència: 20.462 espectadors Àrbitres: Bill Spooner, Leon Wood, Dan Crawford | NBA TV |

| 30 d'abril 6 | Portland Trail Blazers 76, Houston Rockets 92 | Portland Trail Blazers 76, Houston Rockets 92 | Portland Trail Blazers 76, Houston Rockets 92 | Toyota Center, Houston | TNT |
| 30 d'abril 6 | Houston guanya el Playoff, 4–2                |                                               |                                               | Toyota Center, Houston | TNT |

### Semifinals de Conferència

#### (1) Los Angeles Lakers vs. (5) Houston Rockets
| 4 de maig 1 | Houston Rockets 100, Los Angeles Lakers 92 | Houston Rockets 100, Los Angeles Lakers 92 | Houston Rockets 100, Los Angeles Lakers 92 | Staples Center, Los Angeles | TNT |

| 6 de maig 2 | Houston Rockets 98, Los Angeles Lakers 111 | Houston Rockets 98, Los Angeles Lakers 111 | Houston Rockets 98, Los Angeles Lakers 111 | Staples Center, Los Angeles | TNT |

| 8 de maig 3 | Los Angeles Lakers 108, Houston Rockets 94 | Los Angeles Lakers 108, Houston Rockets 94 | Los Angeles Lakers 108, Houston Rockets 94 | Toyota Center, Houston | ESPN |

| 10 de maig 4 | Los Angeles Lakers 87, Houston Rockets 99 | Los Angeles Lakers 87, Houston Rockets 99 | Los Angeles Lakers 87, Houston Rockets 99 | Toyota Center, Houston | ABC |

| 12 de maig 5 | Houston Rockets 78, Los Angeles Lakers 118 | Houston Rockets 78, Los Angeles Lakers 118 | Houston Rockets 78, Los Angeles Lakers 118 | Staples Center, Los Angeles | TNT |

| 14 de maig 6 | Los Angeles Lakers 80, Houston Rockets 95 | Los Angeles Lakers 80, Houston Rockets 95 | Los Angeles Lakers 80, Houston Rockets 95 | Toyota Center, Houston | ESPN |

| 17 de maig 7 | Houston Rockets 70, Los Angeles Lakers 89 | Houston Rockets 70, Los Angeles Lakers 89 | Houston Rockets 70, Los Angeles Lakers 89 | Staples Center, Los Angeles | TBA |
| 17 de maig 7 | Els Lakers guanyen el Play-off per 4-3    |                                           |                                           | Staples Center, Los Angeles | TBA |

#### (6) Dallas Mavericks vs. (2) Denver Nuggets
| 3 de maig 1 | Dallas Mavericks 95, Denver Nuggets 109 | Dallas Mavericks 95, Denver Nuggets 109 | Dallas Mavericks 95, Denver Nuggets 109 | Ball Arena, Denver | ABC |

| 5 de maig 2 | Dallas Mavericks 120, Denver Nuggets 117 | Dallas Mavericks 120, Denver Nuggets 117 | Dallas Mavericks 120, Denver Nuggets 117 | Ball Arena, Denver | TNT |

| 9 de maig 3 | Denver Nuggets 106, Dallas Mavericks 105 | Denver Nuggets 106, Dallas Mavericks 105 | Denver Nuggets 106, Dallas Mavericks 105 | American Airlines Center, Dallas | ESPN |

| 11 de maig 4 | Denver Nuggets 117, Dallas Mavericks 119 | Denver Nuggets 117, Dallas Mavericks 119 | Denver Nuggets 117, Dallas Mavericks 119 | American Airlines Center, Dallas | TNT |

| 13 de maig 5 | Dallas Mavericks 110, Denver Nuggets 124 | Dallas Mavericks 110, Denver Nuggets 124 | Dallas Mavericks 110, Denver Nuggets 124 | Ball Arena, Denver | TNT |
| 13 de maig 5 | Denver guanya el Playoff, 4-1            |                                          |                                          | Ball Arena, Denver | TNT |

### Finals de conferència: (1) Los Angeles Lakers vs. (2) Denver Nuggets
| 19 de maig 1 | Denver Nuggets 103, Los Angeles Lakers 105 | Denver Nuggets 103, Los Angeles Lakers 105 | Denver Nuggets 103, Los Angeles Lakers 105 | Staples Center, Los Angeles, Califòrnia | ESPN |

| 21 de maig 2 | Denver Nuggets 106, Los Angeles Lakers 103 | Denver Nuggets 106, Los Angeles Lakers 103 | Denver Nuggets 106, Los Angeles Lakers 103 | Staples Center, Los Angeles, Califòrnia | ESPN |

| 23 de maig 8:30 p.m. 3 | Los Angeles Lakers 103, Denver Nuggets 97 | Los Angeles Lakers 103, Denver Nuggets 97 | Los Angeles Lakers 103, Denver Nuggets 97 | Ball Arena, Denver, Colorado | ABC |

| 25 de maig 4 | Los Angeles Lakers 101, Denver Nuggets 120 | Los Angeles Lakers 101, Denver Nuggets 120 | Los Angeles Lakers 101, Denver Nuggets 120 | Ball Arena, Denver, Colorado | ESPN |

| 27 de maig 5 | Denver Nuggets 94, Los Angeles Lakers 103 | Denver Nuggets 94, Los Angeles Lakers 103 | Denver Nuggets 94, Los Angeles Lakers 103 | Staples Center, Los Angeles, Califòrnia | ESPN |

| 29 de maig 6 | Los Angeles Lakers 119, Denver Nuggets 92          | Los Angeles Lakers 119, Denver Nuggets 92 | Los Angeles Lakers 119, Denver Nuggets 92 | Ball Arena, Denver, Colorado | ESPN |
| 29 de maig 6 | Els Lakers guanyen la final de conferencia per 4–2 |                                           |                                           | Ball Arena, Denver, Colorado | ESPN |

## NBA Finals 2009:Orlando Magicvs.Los Angeles Lakers
| 4 de juny 1 | Orlando Magic 75, Los Angeles Lakers 100 | Orlando Magic 75, Los Angeles Lakers 100 | Orlando Magic 75, Los Angeles Lakers 100 | Staples Center, Los Angeles |

| 7 de juny 2 | Orlando Magic 96, Los Angeles Lakers 101 | Orlando Magic 96, Los Angeles Lakers 101 | Orlando Magic 96, Los Angeles Lakers 101 | Staples Center, Los Angeles |

| 9 de juny 3 | Los Angeles Lakers 104, Orlando Magic 108 | Los Angeles Lakers 104, Orlando Magic 108 | Los Angeles Lakers 104, Orlando Magic 108 | Amway Arena, Orlando |

| 11 de juny 4 | Los Angeles Lakers 99, Orlando Magic 91 | Los Angeles Lakers 99, Orlando Magic 91 | Los Angeles Lakers 99, Orlando Magic 91 | Amway Arena, Orlando |

| 14 de juny 5 | Los Angeles Lakers 99, Orlando Magic 86     | Los Angeles Lakers 99, Orlando Magic 86 | Los Angeles Lakers 99, Orlando Magic 86 | Amway Arena, Orlando |
| 14 de juny 5 | Els Lakers guanyen les Finals de l'NBA, 4–1 |                                         |                                         | Amway Arena, Orlando |